# Hermaphroditosz
Hermaphroditosz a görög mitológiában Aphrodité és Hermész szépséges fia. 
Phrügiában nimfák nevelték fel a helyes ifjút. Történt egyszer, hogy egy tó partján sétált, és meglátta őt a tó nimfája. Azonnal beleszeretett Hermaphroditoszba, és közeledni próbált a fiúhoz, azonban Hermaphroditosz nem viszonozta szerelmét. Egyszer aztán az ifjú lement fürödni ehhez a tóhoz, és amikor meztelenre vetkőzött Szalmakisz, a tó nimfája átölelte. Hermaphroditosz szabadulni akart a nimfa öleléséből, de Szalmakisz azt kérte az istenektől, hogy soha többé ne válhassanak el. Az istenek teljesítették a nimfa kérését, és egy testbe kényszerítették Hermaphroditoszt és Szalmakiszt.

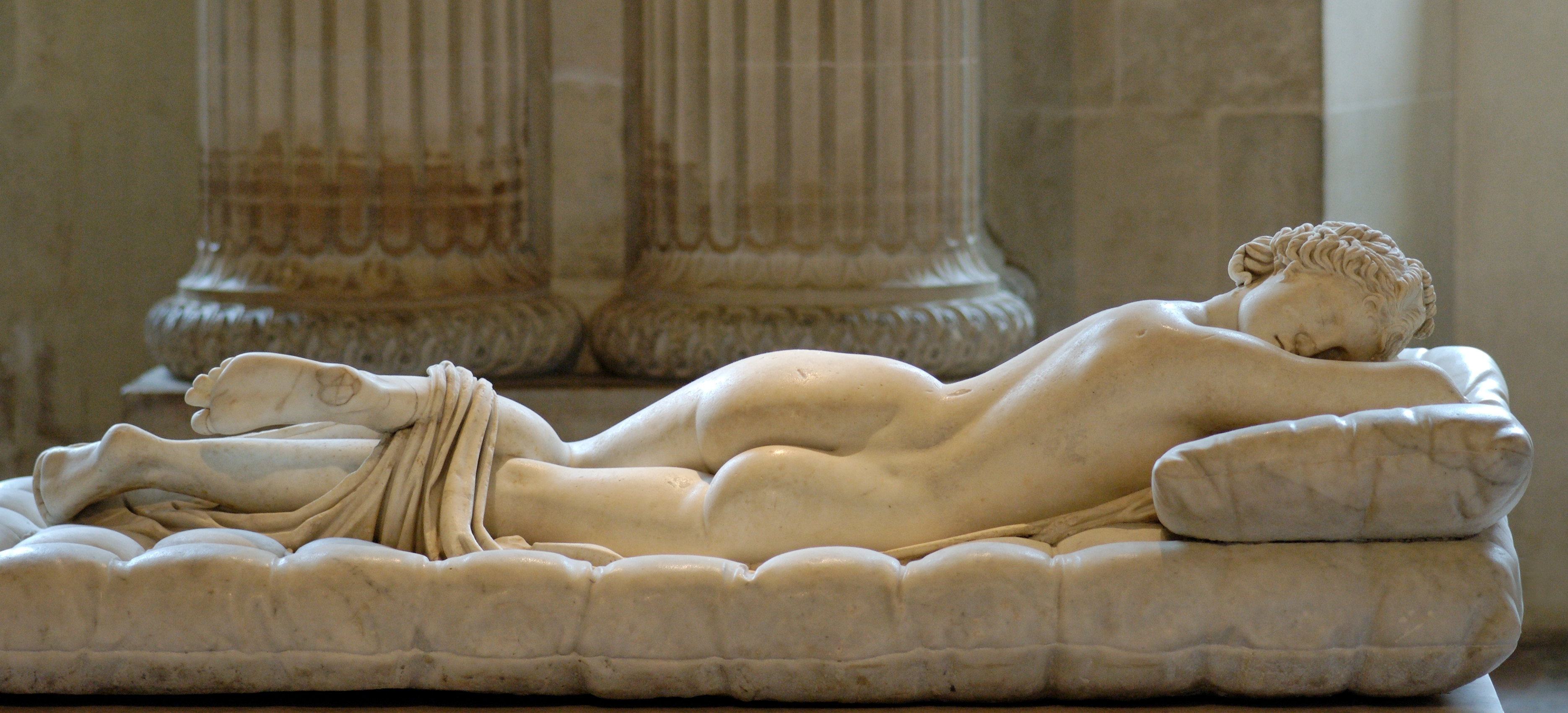
Az alvó Hermaphroditosz Villa Borghesében található másolata

Azóta a férfi és női ivarszervekkel rendelkezőket hermaphroditáknak nevezik. Az elkeseredett ifjú az isteneket arra kérte, hogy átkozzák el a tavat, és ahány férfi megmártózik benne, veszítse el férfias jellemvonásait. Az olümposziak teljesítették ezt a kérést is. Ezután Hermaphroditoszt az olümposziak közé emelték, akit mindig fiatal jóképű ifjúként ábrázoltak, de női keblekkel, vagy szépséges leányként, és férfi nemi szervekkel.